# 루이제 폰 헤센카셀
헤센카셀의 루이세(덴마크어: Louise af Hessen, 1817년 9월 7일 ~ 1898년 9월 29일)은 덴마크의 국왕 크리스티안 9세의 왕비이다.

## 생애
빌헬름 폰 헤센카셀과 덴마크 공주 루이세 샤를로테 사이에서 태어났다. 그녀는 크리스티안 8세의 조카로서 덴마크 왕가와 밀접한 관계에 있었고, 당시 덴마크 왕실은 후계자의 기근에 허덕이고 있었다. 1842년 5월 26일 루이제는 덴마크 왕가의 분가인 글뤽스부르크 가 출신의 크리스티안과 아말리엔보르 성에서 결혼했다. 시어머니인 루이제 카롤리네는 루이제의 부모와 사촌 사이였고, 따라서 루이제와 크리스티안은 6촌간이었다. 루이제는 1853년 왕태자비가 되었고, 1863년 사촌오빠 프레데리크 7세가 후사 없이 서거하자 남편 크리스티안 9세의 즉위로 덴마크의 왕비가 되었다.

## 자녀
| 사진 | 이름           | 생일             | 사망                   | 기타                                                                |
| ---- | -------------- | ---------------- | ---------------------- | ------------------------------------------------------------------- |
|      | 프레데리크 8세 | 1843년 6월 3일   | 1912년 5월 14일(68세)  | 후임 덴마크 국왕, 슬하 4남 4녀                                      |
|      | 알렉산드라     | 1844년 12월 1일  | 1925년 11월 20일(80세) | 영국 에드워드 7세 왕비, 슬하 3남 3녀                                |
|      | 요르요스 1세   | 1845년 12월 24일 | 1913년 3월 18일(67세)  | 그리스 국왕으로 선출, 슬하 5남 3녀                                  |
|      | 다그마르       | 1847년 11월 26일 | 1928년 10월 13일(80세) | 러시아 제국 알렉산드르 3세 황후, 슬하 4남 2녀                       |
|      | 튀라           | 1853년 9월 29일  | 1933년 2월 26일(79세)  | 컴벌랜드와 테비엇데일 공작 에른스트 아우구스트와 결혼, 슬하 3남 3녀 |
|      | 발데마르       | 1858년 10월 27일 | 1939년 1월 14일(80세)  | 마리 도를레앙과 결혼, 슬하 4남 1녀                                  |

| 전임 슐레스비히홀슈타인존더부르크아우구스텐부르크의 카롤리네 아말리 | 덴마크 왕비 1863년 11월 15일~1898년 9월 29일 | 후임 스웨덴의 루이세 |